# Inflatone
Con inflatone ci si riferisce a un ipotetico campo scalare e alla particella ad esso associata che fornirebbero una spiegazione per il modello cosmologico inflazionario, secondo cui sarebbe avvenuta una drastica accelerazione dell'espansione dell'universo circa 10−35 secondi dopo il Big Bang.
Oscillando da un punto ad alta energia ad uno stato di minima energia, con un comportamento analogo al campo di Higgs e al relativo bosone di Higgs, l'inflatone avrebbe fatto espandere l'universo da dimensioni miliardi di volte più piccole di un protone fino a quelle paragonabili a un pallone da calcio, liberando una quantità quasi uniforme di radiazione. Minime irregolarità della radiazione, originate da fluttuazioni quantistiche, avrebbero portato alla disomogeneità della distribuzione della materia presente nell'universo attuale.
È stato ipotizzato che l'inflatone possa identificarsi con il bosone di Higgs.